# Phare d'Itajaí (sud)
Le phare d'Itajaí (sud) est un phare situé sur le brise-lames sud du Rio Itajaí-Açu à Itajaí, dans l'État de Santa Catarina, au Brésil.
Ce phare est la propriété de la Marine brésilienne. Il est géré par le Centro de Sinalização Náutica e Reparos Almirante Moraes Rego (CAMR) au sein de la Direction de l'Hydrographie et de la Navigation (DHN).

## Histoire
Le phare, mis en service en 1945, est une tour cylindrique de 12 m de hauteur, avec galerie et lanterne. Il est peint en blanc avec deux bandes vertes au sommet. La tour possède aussi une galerie ouverte au public à 4 mètres de hauteur
Ce phare de port émet, à 16 m de hauteur focale, un éclat vert toutes les 3 secondes.
Il fonctionne en parallèle du Phare d'Itajaí (nord).

## Caractéristique du feu maritime
Fréquence sur 3 secondes : 
- lumière : 1 seconde ;
- obscurité : 2 secondes.

|           |
| Le phare. |

### Lien connexe
- Liste des phares du Brésil